# كاتسوهيرو ناكاياما
كاتسوهيرو ناكاياما (باليابانية: 中山 克広) (مواليد 17 يوليو 1996) هو لاعب كرة قدم ياباني.

## وصلات خارجية
- كاتسوهيرو ناكاياما على موقع رابطة كرة القدم اليابانية للمحترفين (اليابانية)
- كاتسوهيرو ناكاياما على موقع قاعدة بيانات كرة القدم.إي يو (الإنجليزية)
- كاتسوهيرو ناكاياما على موقع Soccerway.com (الإنجليزية)
- كاتسوهيرو ناكاياما على موقع عالم كرة القدم.نت (الإنجليزية)